# Kabouterhuis-hek
Het Kabouterhuis-hek is een kunstwerk in Amsterdam Nieuw-West.
Het bestaat uit een tweedimensionale weergave van een kabouterdorp, met een laser uit 10 mm dik cortenstaal gesneden. Het voorwerp in de categorie toegepaste kunst dient ter verfraaiing van de terreinafscheiding tussen 't Kabouterhuis en de voorliggende straat, maar is zelf die terreinafscheiding. Bij 't Kabouterhuis, zoals de kunstenaar omschreven als bestaande uit kabouterhuisjes, worden medisch orthopedagogische behandelingen gegeven aan kinderen. Kunstenaar Marjet Wessels Boer maakte voor de omheining een kabouterdorp waarin het leven zich afspeelt op ooghoogte van kinderen. In het hekwerk zijn kabouters verwerkt, soms met het blote oog zichtbaar, maar ze staan soms ook gedeeltelijk verscholen achter de menshoge paddenstoelen. Het is de bedoeling van de kunstenaar om de kinderen even kabouter te laten voelen. 't Kabouterhuis heeft als adres Albardagracht nr. 1; het hekwerk staat gepositioneerd langs de Burgemeester Van Leeuwenlaan. 
Het werk kwam er mede door een financiële bijdrage van het Amsterdams Fonds voor de Kunsten.

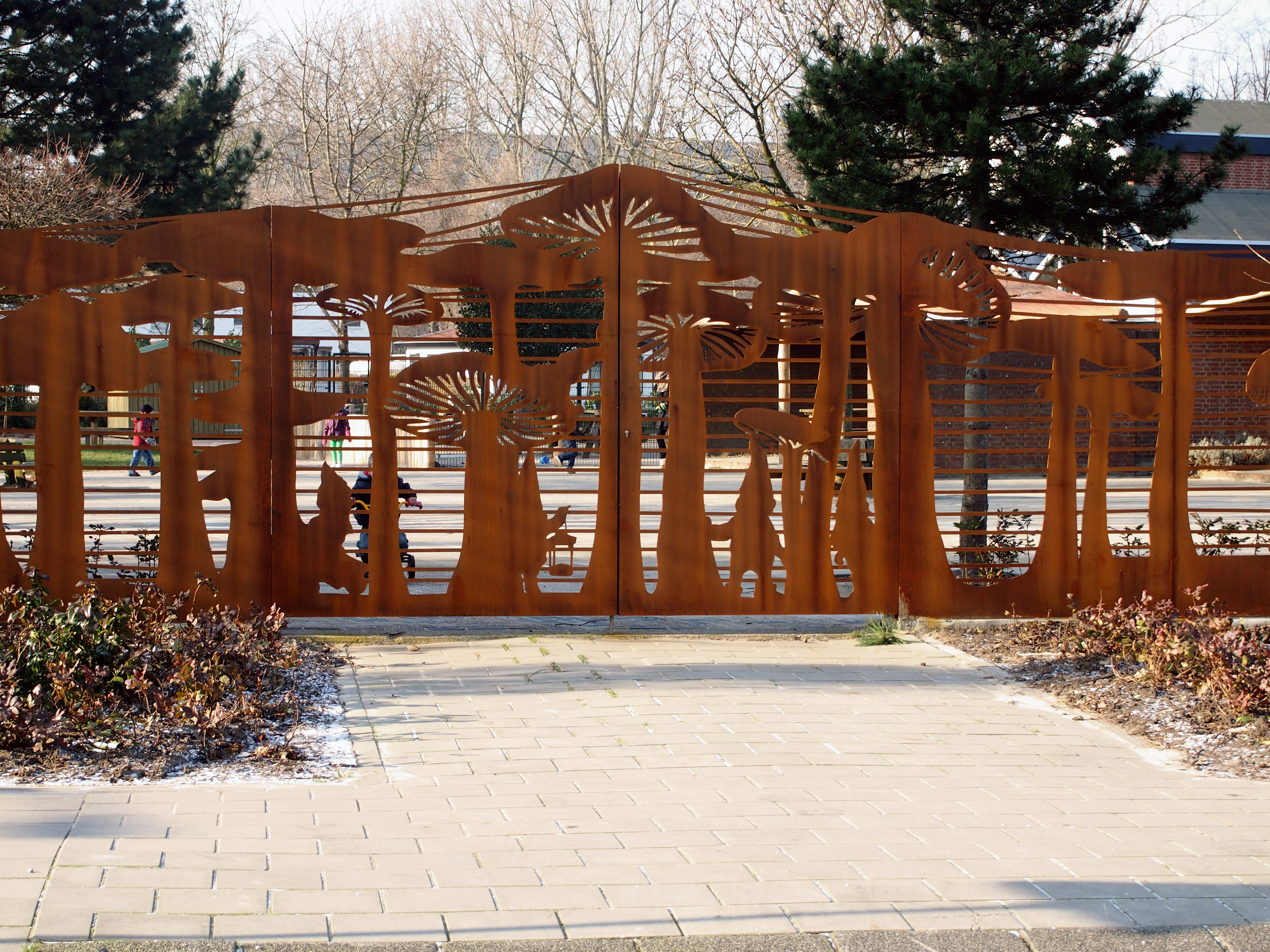
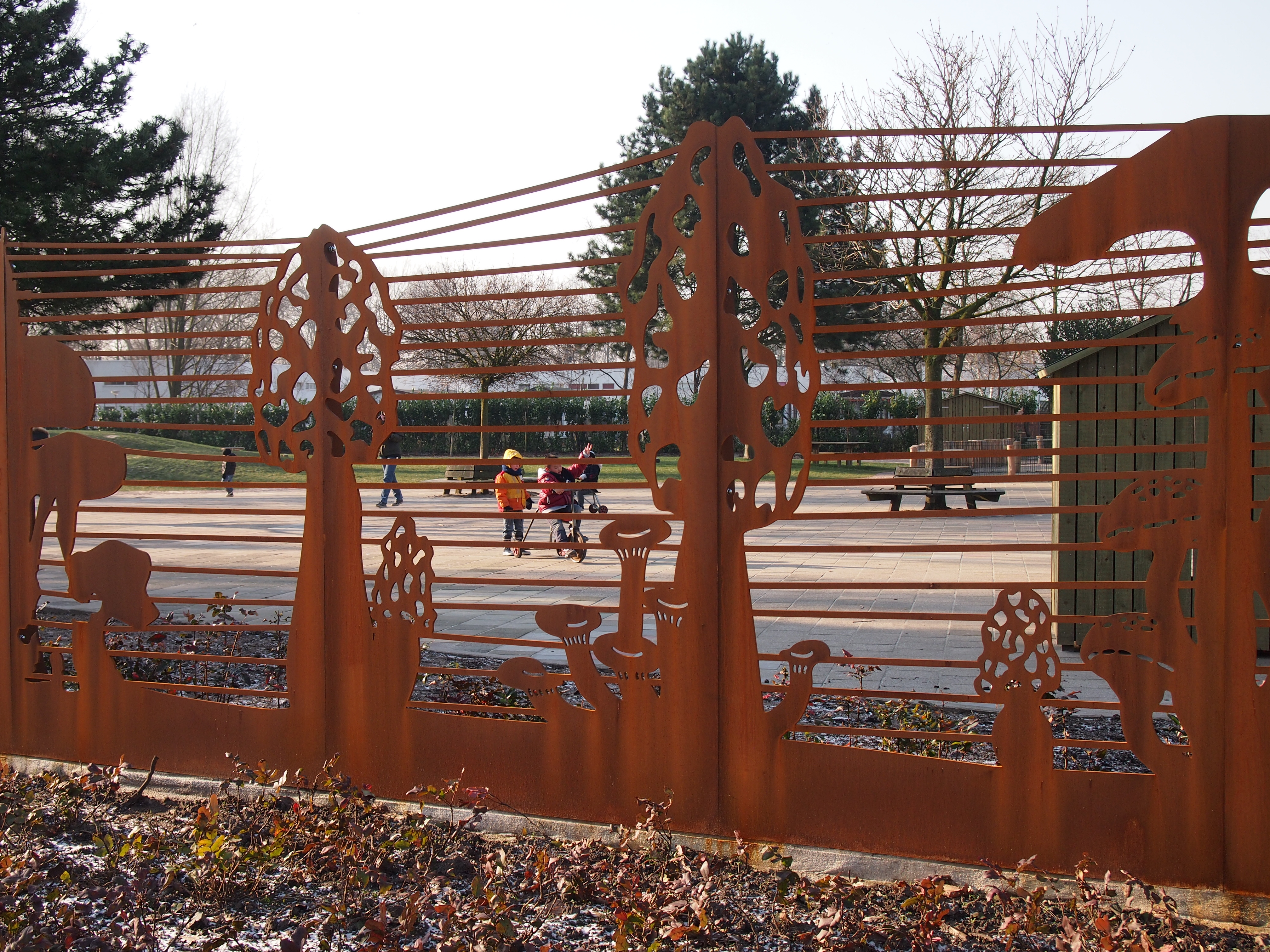
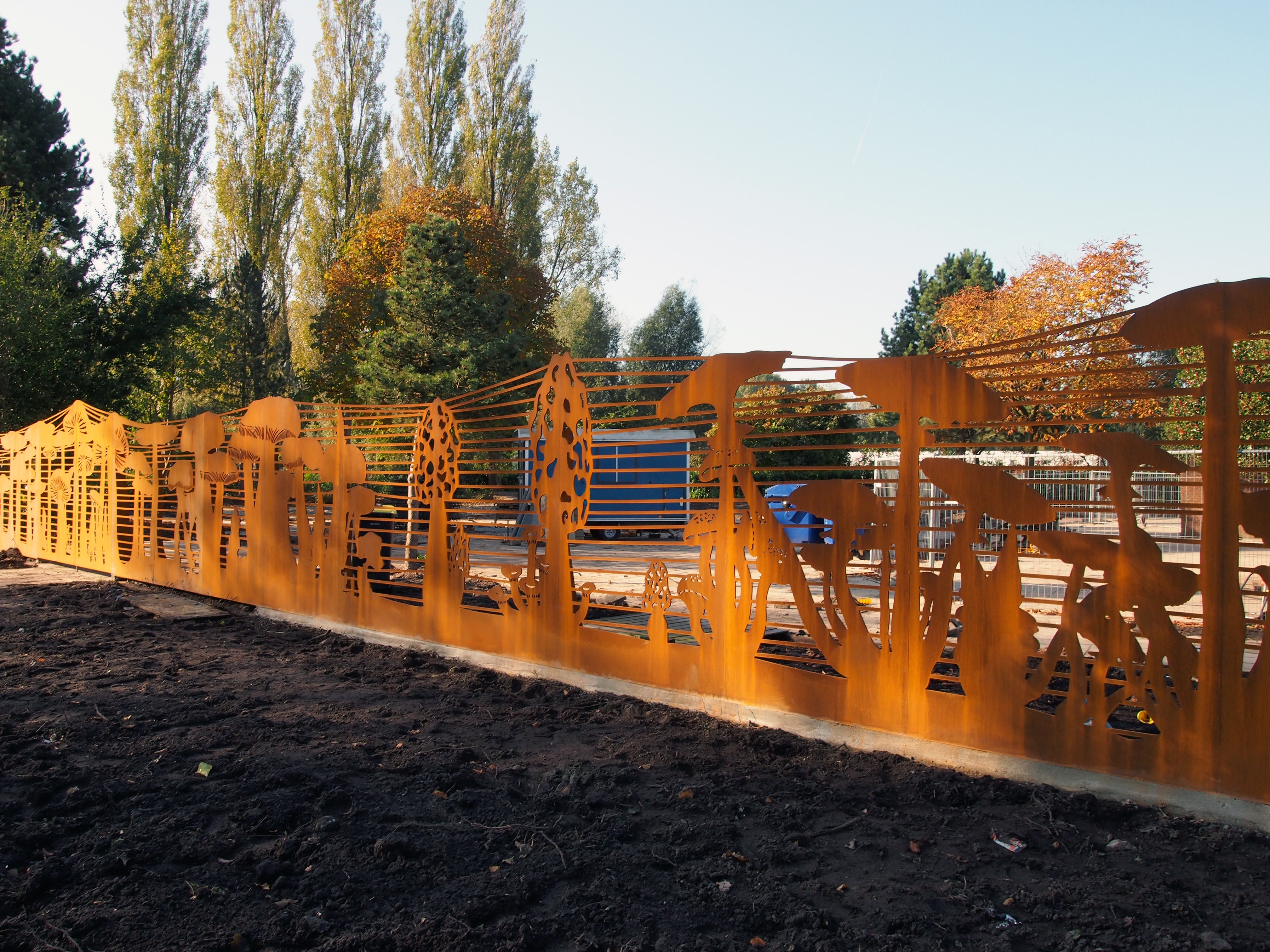
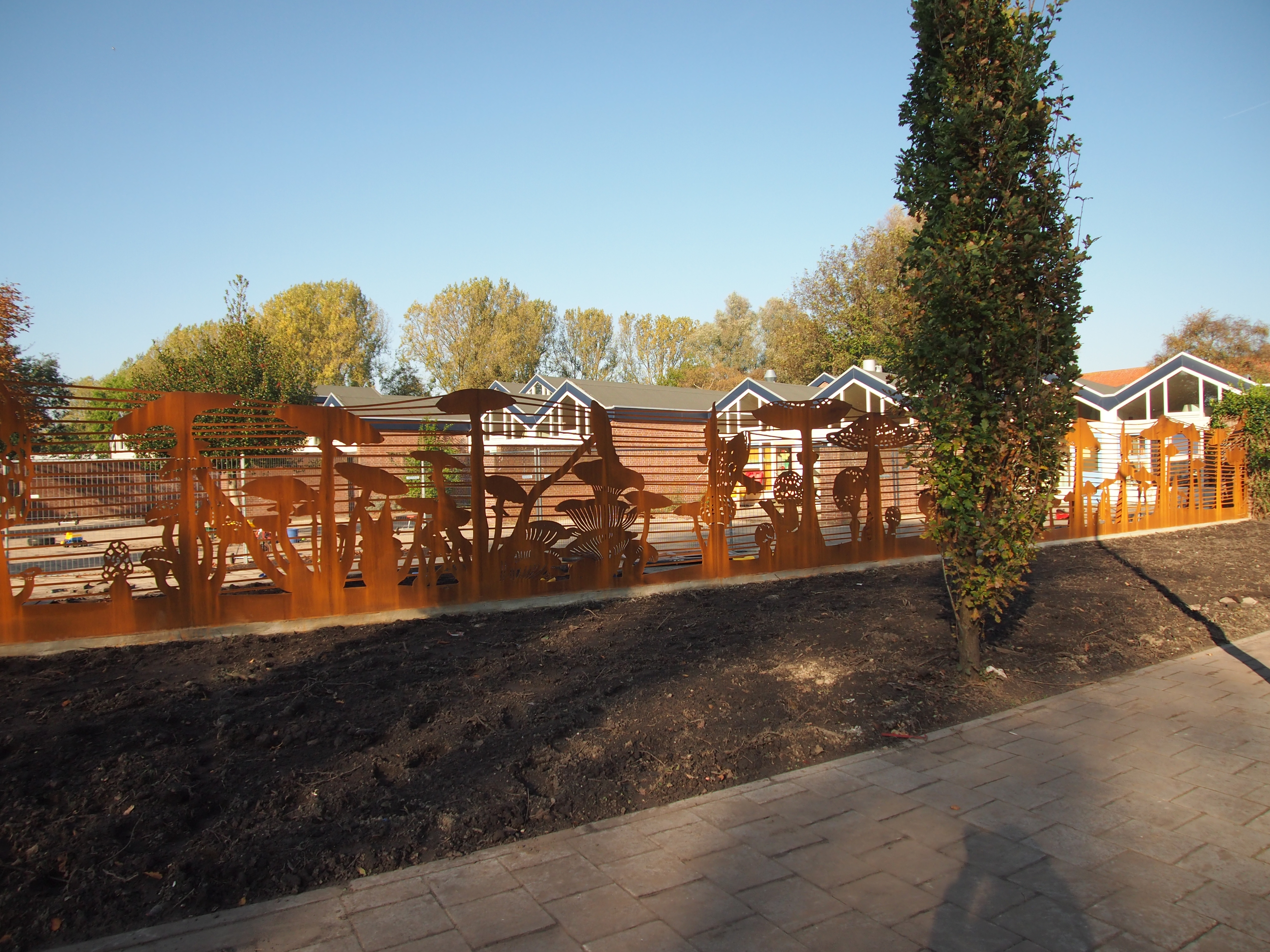
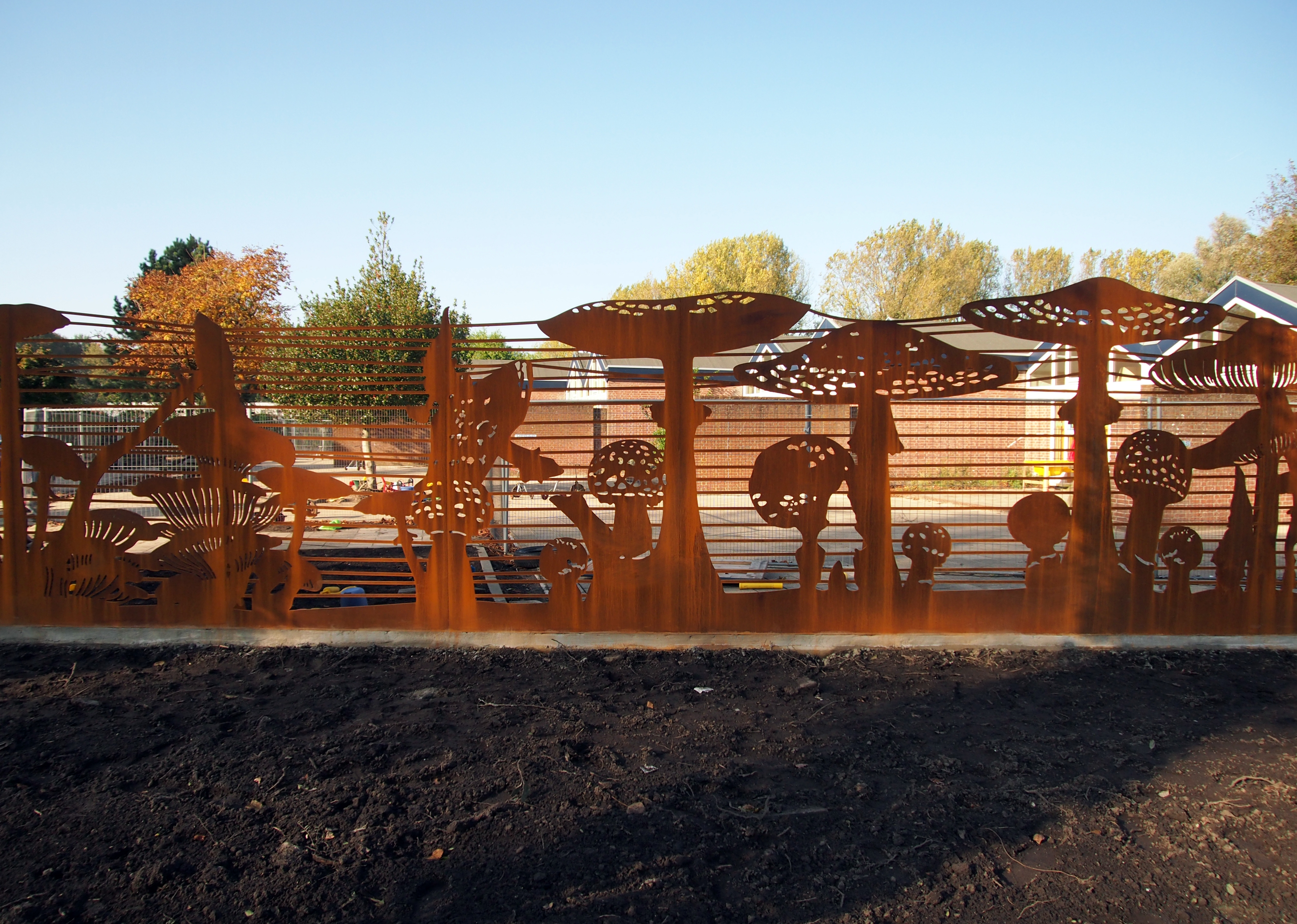